# Площина Фано

Площина Фано

Дуальність площини Фано: Кожна точка відповідає прямій та навпаки.

В скінченній геометрії, площина Фано (від імені італійського математика Джино Фано) — це скінченна проєктивна площина 2-го порядку, яка має найменшу можливу кількість точок та прямих — всього 7 точок і 7 прямих: кожна пряма проходить через три точки і через кожну точку проходить три прямі. Стандартне позначення для цієї площини, як для представника проєктивного простору, є PG(2,2), де скорочення PG означає англ. Projective Geometry, перший параметр — геометрична розмірність, другий — порядок.

## Однорідні координати
Площину Фано можна побудувати методами лінійної алгебри, як проєктивну площину над скінченним полем з двома елементами. Можна так само побудувати проєктивні площини над будь-яким іншим скінченним полем, але площина Фано буде найменшою.
Використовуючи стандартну побудову проєктивних просторів за допомогою однорідних координат, сім точок площини Фано можна помітити сімома ненульовими трійками двійкових цифр 001, 010, 011, 100, 101, 110 і 111. Для будь-якої пари точок p і q третя точка на прямій pq має мітку, що виходить з міток p і q додаванням по модулю 2. Іншими словами, точки площини Фано відповідають ненульовим точкам скінченного векторного простору розмірності 3 над скінченним полем 2-го порядку.
Згідно з цією побудовою площина Фано вважається дезарговою, хоча площина занадто мала, щоб містити невироджену конфігурацію Дезарга (яка має 10 точок і 10 прямих).
Прямим площини Фано можна також приписати однорідні координати, знову використовуючи ненульові трійки двійкових цифр. У цій системі точка інцидентна прямій, якщо координати точки і координати прямої мають парне число позицій, в яких обидві координати є ненульовими бітами. Наприклад, точка 101 належить прямій 111, оскільки і пряма, і точка мають ненульові біти в двох однакових позиціях. В термінах лінійної алгебри, точка належить прямій, якщо внутрішній добуток векторів, що представляють точку і пряму, дорівнює нулю.
Прямі можна розділити на три типи:
- На три прямі, у яких двійкові коди для точок мають 0 у фіксованій позиції. Так, на прямій 100 (що містить точки 001, 010 і 011) всі точки мають 0 в першій позиції. Прямі 010 і 001 мають ту ж властивість.
- На три прямі, у яких двійковий код точки має одне і те саме значення в двох фіксованих позиціях. Так, на прямій 110 (що містить точки 001, 110 і 111) значення першої і другої позицій (координат) точок завжди одинакові. Прямі 101 і 011 мають аналогічну властивість.
- На прямій, що залишилася, 111 (що містить точки 011, 101 і 110) кожен код має в точності два ненульових біта.

## Симетрії

Колінеації площини Фано відповідають перестановкам 3-бітного кода Грея

Перестановки семи точок площини Фано, які зберігають інцидентність точок (прямої), тобто коли точка, що лежить на прямій, виявляється на тій самій прямій, називається «колінеацією», «автоморфізмом» або «симетрією» площини. Повною групою колінеації (чи групою автоморфізмів, або групою симетрії) є проєктивна лінійна група PGL(3,2), яка в даному випадку ізоморфна проєктивній спеціальній лінійній групі PSL(2,7) = PSL(3,2) і загальній лінійній групі GL(3,2) (яка дорівнює PGL(3,2), оскільки поле має тільки один ненульовий елемент). Група складається зі 168 різних перестановок.
Група автоморфізмів складається з 6 класів спряженості.

Усі циклічні структури, за винятком циклу довжиною 7, однозначно визначають клас спряженості:
- Тотожна перестановка
- 21 перестановка двох 2-циклів
- 42 перестановки 4-циклів і 2-циклів
- 56 перестановок 3-циклів

48 перестановок з повним циклом довжини 7 утворюють два класи спряженності по 24 елементи в кожному:
- A переходить в B, B в C, C в D. В цьому випадку D лежить на одній прямій з A і B.
- A переходить в B, B в C, C в D. В цьому випадку D лежить на одній прямій з A і C.

Внаслідок теореми Редфілда — Поя число нееквівалентних розмальовок площини Фано в n кольорів дорівнює:
{\displaystyle {1 \over 168}\left(n^{7}+21n^{5}+98n^{3}+48n\right).}

## Конфігурації
Площина Фано містить такі різні конфігурації точок та прямих. Для кожного виду конфігурації число копій конфігурації, помножене на число симетрій площини, за якою конфігурація зберігається, дорівнює 168, розміру усієї групи симетрій.
- Існує 7 точок і 24 симетрії, що зберігають ці точки.
- Існує 7 прямих і 24 симетрії, що зберігають ці прямі.
- Існує 7 варіантів вибору чотирикутника з чотирьох (невпорядкованих) точок, ніякі три з яких не лежать на одній прямій і 24 симетрії, які зберігають такий чотирикутник. Ці чотири точки утворюють доповнення прямої, яка є діагоналлю чотирикутника.
- Існує 21 невпорядкована пара точок, кожна з яких може бути переведена симетрією в будь-яку іншу невпорядковану пару. Для кожної невпорядкованої пари існує 8 симетрій, що зберігають її.
- Існує 21 прапор, що складається з прямої та точки на ній. Кожен прапор відповідає невпорядкованій парі інших точок, що лежать на тій самій прямій. Для кожного прапора існує 8 різних симетрій, що зберігають його.
- Існує 28 трикутників, які взаємно однозначно відповідають 28 подвійним дотичним квартикам[en] [2]. Для кожного трикутника існує шість симетрій, що зберігають його, по одному для кожної перестановки точок усередині трикутника.
- Існує 28 способів вибору точки та прямої, не інцидентних одна одній (антипрапор) і шість способів перестановки площини Фано, що зберігають антипрапор. Для будь-якої пари неінцидентних точки та прямої (p,l) три точки, не рівні p й такі, що не належать l, утворюють трикутник, і для будь-якого трикутника існує єдиний спосіб згрупувати чотири точки, що залишилися, в антипрапор.
- Існує 28 способів побудови шестикутника, у якому ніякі три послідовні вершини не лежать на одній прямій, і шість симетрій, що зберігають будь-який такий шестикутник.
- Існує 42 впорядкованих пари точок і знову, кожна може бути переведена симетрією в будь-яку іншу впорядковану пару. Для впорядкованих пар існує 4 симетрії, які зберігають її.
- Існує 42 способи вибору чотирикутника з чотирьох циклічно впорядкованих точок, ніякі три з яких не лежать на одній прямі, і чотири симетрії, що зберігають будь-який такий впорядкований чотирикутник. Для будь-якої неорієнтованої четвірки є два циклічні порядки.
- Існує 84 способи вибору трикутника з точкою на цьому трикутнику та для кожного вибору існує дві симетрії, що зберігають цей вибір.
- Існує 84 способи вибору п'ятикутника, за якого ніякі три послідовні вершини не лежать на одній прямій, і дві симетрії, що зберігають будь-який п'ятикутник.
- Існує 168 різних способів вибору трикутника зі впорядкуванням його трьох вершин і лише одна тотожна симетрія, що зберігає цю конфігурацію.

## Теоретико-групові побудови
7 точок площини відповідають 7 неодиничним елементам групи (Z2)3 = Z2 × Z2 × Z2. Прямі площини відповідають підгрупам 4-го порядку, ізоморфним Z2 × Z2. Група автоморфізмів GL(3,2) групи (Z2)3 є групою ізоморфізмів площини Фано та має порядок 168.

## Блок-схеми
Площина Фано є малою симетричною блок-схемою, а саме, схемою 2-(7,3,1). Точки схеми є точками площини, а блоки схеми є прямими площини. Таким чином, площина Фано є важливим прикладом теорії блок-схем.

## Теорія матроїдів
Площина Фано є одним з важливих прикладів в теорії матроїдів. Виключення площини Фано як мінору матроїда необхідне для опису деяких важливих класів матроїдів, таких як правильний, графовий та кографовий матроїди.
Якщо розбити одну пряму на три двоточкові прямі, отримаємо «нефанову конфігурацію», яку можна вкласти в дійсну площину. Це інший важливий приклад із теорії матроїдів, який слід виключити, щоби виконувалася велика кількість теорем.

## Система Штейнера
Площина Фано, як блок-схема, є системою трійок Штейнера. А в такому разі, їй можна надати структуру квазігрупи. Ця квазігрупа збігається з мультиплікативною структурою, визначеною одиницями октоніонів e1, e2, …, e7 (без 1) якщо знаки добутку октоніонів ігнорувати.

## Тривимірний простір Фано

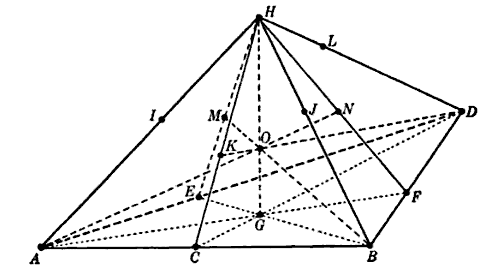
PG(3,2), але не всі прямі намальовані

Площину Фано можна розширити на тривимірний випадок, щоб утворити найменший тривимірний проєктивний простір, а позначається він — PG(3,2).
Простір має 15 точок, 35 прямих і 15 площин.
- Кожна площина містить 7 точок і 7 прямих.
- Кожна пряма містить 3 точки та міститься у 3-х площинах.
- Площини ізоморфні площині Фано.
- Кожна точка належить 7 прямим та 7 лініям.
- Кожна пара різних точок належить рівно одній прямій.
- Будь-яка пара різних площин перетинається по одній прямій.
- Пряма та площина, що не містить лінію, перетинаються рівно в одній точці.